# Csehszlovákia az 1948. évi téli olimpiai játékokon
Csehszlovákia a svájci St. Moritzban megrendezett 1948. évi téli olimpiai játékok egyik részt vevő nemzete volt. Az országot az olimpián 8 sportágban 47 sportoló képviselte, akik összesen 1 érmet szereztek.

## Érmesek
| Érem  | Versenyző | Sportág   | Versenyszám |
| ----- | --- | --------- | ----------- |
| Ezüst | Nemzeti válogatott Vladimír Bouzek Augustin Bubník Jaroslav Drobný Přemysl Hainý Zdenek Jarkovský Vladimír Kobranov Stanislav Konopásek Bohumil Modrý Miloslav Pokorný Václav Roziňák Miroslav Sláma Karel Stibor Vilibald Šťovík Ladislav Troják Josef Trousílek Oldřich Zábrodský Vladimír Zábrodský | Jégkorong | Férfi       |

## Alpesisí
Férfi
| Versenyző      | Versenyszám | 1. futam      | 1. futam      | 2. futam | 2. futam | Összesítés | Összesítés |
| Versenyző      | Versenyszám | Idő           | Hely.         | Idő      | Hely.    | Idő        | Helyezés   |
| -------------- | ----------- | ------------- | ------------- | -------- | -------- | ---------- | ---------- |
| Luboš Brchel   | Lesiklás    |               |               |          |          | 3:12,4     | 27.        |
| Luboš Brchel   | Műlesiklás  | 1:10,8        | 9.            | 1:05,8   | 9.*      | 2:16,6     | 9.         |
| Zdeněk Parma   | Műlesiklás  | nem ért célba | nem ért célba | kiesett  | kiesett  | kiesett    | kiesett    |
| Daniel Šlachta | Lesiklás    |               |               |          |          | 3:29,4     | 46.        |
| Daniel Šlachta | Műlesiklás  | 1:21,0        | 31.           | 1:17,7   | 36.*     | 2:38,7     | 33.        |
| Antonín Šponar | Lesiklás    |               |               |          |          | 3:09,1     | 17.        |
| Antonín Šponar | Műlesiklás  | 1:20,2        | 29.           | 1:06,5   | 13.*     | 2:26,7     | 22.        |

| Versenyző      | Versenyszám | Lesiklás | Lesiklás | Lesiklás | Műlesiklás | Műlesiklás | Műlesiklás | Műlesiklás | Műlesiklás | Műlesiklás | Műlesiklás | Összesítés | Összesítés |
| Versenyző      | Versenyszám | Lesiklás | Lesiklás | Lesiklás | 1. futam   | 1. futam   | 2. futam   | 2. futam   | Össz.      | Össz.      | Össz.      | Összesítés | Összesítés |
| Versenyző      | Versenyszám | Idő      | Pont     | Hely.    | Idő        | Hely.      | Idő        | Hely.      | Idő        | Pont       | Hely.      | Pont       | Helyezés   |
| -------------- | ----------- | -------- | -------- | -------- | ---------- | ---------- | ---------- | ---------- | ---------- | ---------- | ---------- | ---------- | ---------- |
| Luboš Brchel   | Összetett   | 3:12,4   | 9,82     | 20.      | 1:19,1     | 19.        | 1:07,2     | 4.         | 2:26,3     | 5,03       | 13.        | 14,85      | 14.        |
| Daniel Šlachta | Összetett   | 3:29,4   | 19,20    | 33.      | 1:37,4     | 41.        | 1:12,0     | 19.        | 2:49,4     | 15,21      | 36.        | 34,41      | 33.        |
| Antonín Šponar | Összetett   | 3:09,1   | 7,84     | 12.      | 1:13,1     | 6.         | 1:09,4     | 9.*        | 2:22,5     | 3,35       | 6.*        | 11,19      | 9.         |

Női
| Versenyző             | Versenyszám | 1. futam | 1. futam | 2. futam | 2. futam | Összesítés | Összesítés |
| Versenyző             | Versenyszám | Idő      | Hely.    | Idő      | Hely.    | Idő        | Helyezés   |
| --------------------- | ----------- | -------- | -------- | -------- | -------- | ---------- | ---------- |
| Božena Moserová       | Lesiklás    |          |          |          |          | 2:46,1     | 25.        |
| Božena Moserová       | Műlesiklás  | 1:12,5   | 20.      | 1:07,6   | 17.      | 2:20,1     | 19.        |
| Alexandra Nekvapilová | Lesiklás    |          |          |          |          | 2:37,2     | 14.*       |
| Alexandra Nekvapilová | Műlesiklás  | 1:03,2   | 7.       | 1:08,8   | 18.      | 2:12,0     | 16.        |

| Versenyző             | Versenyszám | Lesiklás | Lesiklás | Lesiklás | Műlesiklás | Műlesiklás | Műlesiklás | Műlesiklás | Műlesiklás | Műlesiklás | Műlesiklás | Összesítés | Összesítés |
| Versenyző             | Versenyszám | Lesiklás | Lesiklás | Lesiklás | 1. futam   | 1. futam   | 2. futam   | 2. futam   | Össz.      | Össz.      | Össz.      | Összesítés | Összesítés |
| Versenyző             | Versenyszám | Idő      | Pont     | Hely.    | Idő        | Hely.      | Idő        | Hely.      | Idő        | Pont       | Hely.      | Pont       | Helyezés   |
| --------------------- | ----------- | -------- | -------- | -------- | ---------- | ---------- | ---------- | ---------- | ---------- | ---------- | ---------- | ---------- | ---------- |
| Božena Moserová       | Összetett   | 2:46,1   | 11,26    | 20.      | 1:14,6     | 22.        | 1:07,0     | 12.        | 2:21,6     | 11,75      | 19.        | 23,01      | 18.        |
| Alexandra Nekvapilová | Összetett   | 2:37,2   | 5,63     | 12.      | 1:05,9     | 12.        | 1:02,9     | 6.         | 2:08,8     | 5,35       | 4.         | 10,98      | 9.         |

* - egy másik versenyzővel azonos eredményt ért el

## Bob
| Versenyző                                               | Versenyszám | 1. futam | 1. futam | 2. futam | 2. futam | 3. futam | 3. futam | 4. futam | 4. futam | Összesítés | Összesítés |
| Versenyző                                               | Versenyszám | Idő      | Hely.    | Idő      | Hely.    | Idő      | Hely.    | Idő      | Hely.    | Idő        | Helyezés   |
| ------------------------------------------------------- | ----------- | -------- | -------- | -------- | -------- | -------- | -------- | -------- | -------- | ---------- | ---------- |
| Max Ippen Eduard Novotný                                | Kettes      | 1:27,2   | 14.      | 1:26,4   | 13.      | 1:26,3   | 14.      | 1:26,7   | 14.      | 5:46,6     | 14.        |
| Max Ippen František Zajíšek Ivan Šipajlo Eduard Novotný | Négyes      | 1:20,6   | 13.      | 1:24,1   | 13.      | 1:25,4   | 14.      | 1:25,4   | 14.      | 5:35,5     | 14.        |

## Északi összetett
| Versenyző         | Sífutás | Sífutás | Sífutás | Síugrás  | Síugrás  | Síugrás  | Síugrás | Síugrás | Összesítés | Összesítés |
| Versenyző         | Sífutás | Sífutás | Sífutás | 1. ugrás | 2. ugrás | 3. ugrás | Össz.   | Össz.   | Összesítés | Összesítés |
| Versenyző         | Idő     | Pont    | Hely.   | Távolság | Távolság | Távolság | Pont    | Hely.   | Pont       | Helyezés   |
| ----------------- | ------- | ------- | ------- | -------- | -------- | -------- | ------- | ------- | ---------- | ---------- |
| Jaroslav Kadavý   | 1:32:17 | 157,5   | 29.     | (51,5)   | 55,0     | 55,5     | 181,1   | 29.     | 338,60     | 31.        |
| Bohumil Kosour    | 1:29:37 | 169,5   | 24.     | (44,5)   | 47,5     | 48,5~    | 159,0   | 37.     | 328,50     | 32.        |
| Jaroslav Lukeš    | 1:41,00 | 115,5   | 37.     | 63,5     | (62,0)   | 65,0     | 205,4   | 12.     | 320,90     | 35.        |
| František Šimůnek | 1:35:21 | 142,5   | 32.     | 51,0     | (50,0)   | 52,0     | 169,8   | 35.     | 312,30     | 36.        |

~ - az ugrás során elesett

## Gyorskorcsolya
| Versenyző      | Versenyszám | Eredmény | Helyezés |
| -------------- | ----------- | -------- | -------- |
| Vladimír Kolář | 500 m       | 46,1     | 26.      |
| Vladimír Kolář | 1500 m      | 2:25,6   | 26.      |
| Vladimír Kolář | 5000 m      | 8:58,9   | 22.      |
| Vladimír Kolář | 10 000 m    | kizárták | kizárták |

## Jégkorong
| Csehszlovák férfi jégkorongcsapat-játékoskeret                                                               | Csehszlovák férfi jégkorongcsapat-játékoskeret                                                            | Csehszlovák férfi jégkorongcsapat-játékoskeret                                                 |
| --- | --- | ---------------------------------------------------------------------------------------------- |
| - Vladimír Bouzek - Augustin Bubník - Jaroslav Drobný - Přemysl Hainý - Zdenek Jarkovský - Vladimír Kobranov | - Stanislav Konopásek - Bohumil Modrý - Miloslav Pokorný - Václav Roziňák - Miroslav Sláma - Karel Stibor | - Vilibald Šťovík - Ladislav Troják - Josef Trousílek - Oldřich Zábrodský - Vladimír Zábrodský |

### Eredmények
| 1948. január 30. | Csehszlovákia (TCH) | 22 – 3 (6–0, 10–1, 6–2) | Olaszország | St. Moritz |

|  |  |  |  |  |
|  |  |  |  |  |
|  |  |  |  |  |
|  |  |  |  |  |

| 1948. január 31. | Csehszlovákia (TCH) | 6 – 3 (3–2, 3–1, 0–0) | Svédország | St. Moritz |

|  |  |  |  |  |
|  |  |  |  |  |
|  |  |  |  |  |
|  |  |  |  |  |

| 1948. február 1. | Csehszlovákia (TCH) | 13 – 1 (2–0, 5–1, 6–0) | Lengyelország | St. Moritz |

|  |  |  |  |  |
|  |  |  |  |  |
|  |  |  |  |  |
|  |  |  |  |  |

| 1948. február 2. | Csehszlovákia (TCH) | 11 – 4 (4–1, 6–1, 1–2) | Nagy-Britannia | St. Moritz |

|  |  |  |  |  |
|  |  |  |  |  |
|  |  |  |  |  |
|  |  |  |  |  |

| 1948. február 4. | Csehszlovákia (TCH) | 17 – 3 (4–0, 5–1, 8–2) | Ausztria | St. Moritz |

|  |  |  |  |  |
|  |  |  |  |  |
|  |  |  |  |  |
|  |  |  |  |  |

| 1948. február 6. | Kanada (CAN) | 0 – 0 | Csehszlovákia | St. Moritz |

|  |  |  |  |  |
|  |  |  |  |  |
|  |  |  |  |  |
|  |  |  |  |  |

| 1948. február 7. | Svájc (SUI) | 1 – 7 (0–1, 1–2, 0–4) | Csehszlovákia | St. Moritz |

|  |  |  |  |  |
|  |  |  |  |  |
|  |  |  |  |  |
|  |  |  |  |  |

| 1948. február 8. | Csehszlovákia (TCH) | 4 – 3 (3–1, 1–2, 0–0) | Egyesült Államok | St. Moritz |

|  |  |  |  |  |
|  |  |  |  |  |
|  |  |  |  |  |
|  |  |  |  |  |

Végeredmény
| Helyezés | Csapat                 | M | Gy | D | V | G+ | G–  | Gk   | P   |
| --- | ---------------------- | - | -- | - | - | -- | --- | ---- | --- |
| Arany | Kanada (CAN)           | 8 | 7  | 1 | 0 | 69 | 5   | +64  | 15* |
| Ezüst | Csehszlovákia (TCH)    | 8 | 7  | 1 | 0 | 80 | 18  | +62  | 15* |
| Bronz | Svájc (SUI)            | 8 | 6  | 0 | 2 | 67 | 21  | +46  | 12  |
| 4. | Svédország (SWE)       | 8 | 4  | 0 | 4 | 55 | 28  | +27  | 8   |
| 5. | Nagy-Britannia (GBR)   | 8 | 3  | 0 | 5 | 39 | 47  | –8   | 6   |
| 6. | Lengyelország (POL)    | 8 | 2  | 0 | 6 | 29 | 97  | –68  | 4   |
| 7. | Ausztria (AUT)         | 8 | 1  | 0 | 7 | 33 | 77  | –44  | 2   |
| 8. | Olaszország (ITA)      | 8 | 0  | 0 | 8 | 24 | 156 | –132 | 0   |
| Az Egyesült Államok csapata csak versenyen kívül vehetett részt, mert nem az Amerikai Olimpiai Bizottság, hanem az Amerikai Jégkorongszövetség által összeállított csapat volt. |                        |   |    |   |   |    |     |      |     |
| – | Egyesült Államok (USA) | 8 | 5  | 0 | 3 | 86 | 33  | +53  | 10  |

* - Azonos pontszám esetén a jobb gólkülönbség döntött.
| Csapat        | Helyezés |
| ------------- | -------- |
| Csehszlovákia |          |

## Műkorcsolya
| Versenyző                       | Versenyszám  | Kötelező elemek   | Kötelező elemek | Kűr               | Kűr   | Összesítés                     | Összesítés                     | Összesítés                     | Összesítés                     | Összesítés                     | Összesítés                     | Összesítés                     | Összesítés                     | Összesítés                     | Összesítés                     | Összesítés                     | Összesítés        | Összesítés     | Összesítés     | Összesítés     |
| Versenyző                       | Versenyszám  | Kötelező elemek   | Kötelező elemek | Kűr               | Kűr   | Helyezési pontszámok bírónként | Helyezési pontszámok bírónként | Helyezési pontszámok bírónként | Helyezési pontszámok bírónként | Helyezési pontszámok bírónként | Helyezési pontszámok bírónként | Helyezési pontszámok bírónként | Helyezési pontszámok bírónként | Helyezési pontszámok bírónként | Helyezési pontszámok bírónként | Helyezési pontszámok bírónként | Több. hely. száma | Hely. össz.    | Pont           | Helyezés       |
| Versenyző                       | Versenyszám  | Több. hely. száma | Hely.           | Több. hely. száma | Hely. | 1                              | 2                              | 3                              | 4                              | 5                              | 6                              | 7                              | 8                              | 9                              | 10                             | 11                             | Több. hely. száma | Hely. össz.    | Pont           | Helyezés       |
| ------------------------------- | ------------ | ----------------- | --------------- | ----------------- | ----- | ------------------------------ | ------------------------------ | ------------------------------ | ------------------------------ | ------------------------------ | ------------------------------ | ------------------------------ | ------------------------------ | ------------------------------ | ------------------------------ | ------------------------------ | ----------------- | -------------- | -------------- | -------------- |
| Ladislav Čáp                    | Férfi egyéni | 6×10+             | 10.             | 6×11+             | 11.   | 9,0                            | 13,0                           | 13,0                           | 9,0                            | 9,0                            | 12,0                           | 9,0                            | 13,0                           | 9,0                            |                                |                                | 5×9+              | 96,0           | 1442,1         | 10.            |
| Zdeněk Fikar                    | Férfi egyéni | 6×12+             | 12.             | 5×12+             | 14.   | 12,0                           | 12,0                           | 15,0                           | 11,0                           | 13,0                           | 13,0                           | 10,0                           | 15,0                           | 13,0                           |                                |                                | 7×13+             | 114,0          | 1387,4         | 13.            |
| Jiřína Nekolová                 | Női egyéni   | 5×5+              | 4.              | 7×4+              | 4.    | 5,0                            | 3,0                            | 4,0                            | 4,0                            | 3,0                            | 4,0                            | 5,0                            | 3,0                            | 3,0                            |                                |                                | 7×4+              | 34,0           | 1386,8         | 4.             |
| Alena Vrzáňová                  | Női egyéni   | 6×7+              | 7.              | 5×3+              | 3.    | 6,0                            | 6,0                            | 6,0                            | 6,0                            | 6,0                            | 3,0                            | 4,0                            | 5,0                            | 2,0                            |                                |                                | 9×6+              | 44,0           | 1377,4         | 5.             |
| Dagmar Lerchová                 | Női egyéni   | 6×15+             | 17.             | 6×10+             | 8.    | 18,0                           | 13,0                           | 12,0                           | 16,0                           | 12,0                           | 10,0                           | 13,0                           | 12,0                           | 6,0                            |                                |                                | 5×12+             | 112,0          | 1299,9         | 13.            |
| Blažena Knittlová Karel Vosátka | Páros        |                   |                 |                   |       | nem fejezte be                 | nem fejezte be                 | nem fejezte be                 | nem fejezte be                 | nem fejezte be                 | nem fejezte be                 | nem fejezte be                 | nem fejezte be                 | nem fejezte be                 | nem fejezte be                 | nem fejezte be                 | nem fejezte be    | nem fejezte be | nem fejezte be | nem fejezte be |

## Sífutás
| Versenyző                                                         | Versenyszám     | Eredmény      | Helyezés      |
| ----------------------------------------------------------------- | --------------- | ------------- | ------------- |
| František Balvín                                                  | 50 km           | 4:17:51       | 11.           |
| Jaroslav Cardal                                                   | 50 km           | 4:14:34       | 8.            |
| Jaroslav Cardal                                                   | 18 km           | 1:25:44       | 40.           |
| Jaroslav Kadavý                                                   | 18 km           | 1:32:17       | 67.           |
| Bohumil Kosour                                                    | 18 km           | 1:29:37       | 58.*          |
| Štefan Kovalčík                                                   | 18 km           | 1:31:06       | 63.           |
| Jaroslav Lukeš                                                    | 18 km           | 1:41:00       | 78.           |
| František Šimůnek                                                 | 18 km           | 1:35:21       | 72.           |
| Vít Fousek                                                        | 18 km           | 1:29:37       | 58.*          |
| Vít Fousek                                                        | 50 km           | nem ért célba | nem ért célba |
| Jaroslav Zajíček                                                  | 50 km           | 4:44:35       | 20.           |
| Jaroslav Zajíček                                                  | 18 km           | 1:29:44       | 60.           |
| Štefan Kovalčík František Balvín Jaroslav Zajíček Jaroslav Cardal | 4 × 10 km váltó | 2:54:56       | 8.            |

## Síugrás
| Versenyző           | 1. ugrás | 2. ugrás | Összesítés | Összesítés |
| Versenyző           | Távolság | Távolság | Pont       | Helyezés   |
| ------------------- | -------- | -------- | ---------- | ---------- |
| Miloslav Bělonožník | 61,0     | 60,0     | 203,9      | 16.        |
| Josef Císař         | 59,0     | 62,0     | 189,4      | 29.        |
| Zdeněk Remsa        | 59,0     | 61,5     | 198,6      | 20.        |
| Jaroslav Lukeš      | 58,0     | 60,5     | 198,5      | 21.        |